# Milewo-Tabuły
Milewo-Tabuły – wieś w Polsce położona w województwie mazowieckim, w powiecie przasnyskim, w gminie Krasne. Leży nad Pełtą.
| SIMC    | Nazwa     | Rodzaj    |
| ------- | --------- | --------- |
| 0117417 | Nowa Wieś | część wsi |

W latach 1975–1998 miejscowość administracyjnie należała do województwa ciechanowskiego.